# Communes de la province de Salerne
- Haut – A
- B
- C
- D
- E
- F
- G
- H
- I
- J
- K
- L
- M
- N
- O
- P
- Q
- R
- S
- T
- U
- V
- W
- X
- Y
- Z

## A
- Acerno
- Agropoli
- Albanella
- Alfano
- Altavilla Silentina
- Amalfi
- Angri
- Aquara
- Ascea
- Atena Lucana
- Atrani
- Auletta

## B
- Baronissi
- Battipaglia
- Bellizzi
- Bellosguardo
- Bracigliano
- Buccino
- Buonabitacolo

## C
- Caggiano
- Calvanico
- Camerota
- Campagna
- Campora
- Cannalonga
- Capaccio-Paestum
- Casal Velino
- Casalbuono
- Casaletto Spartano
- Caselle in Pittari
- Castel San Giorgio
- Castel San Lorenzo
- Castelcivita
- Castellabate
- Castelnuovo Cilento
- Castelnuovo di Conza
- Castiglione del Genovesi
- Cava de' Tirreni
- Celle di Bulgheria
- Centola
- Ceraso
- Cetara
- Cicerale
- Colliano
- Conca dei Marini
- Controne
- Contursi Terme
- Corbara
- Corleto Monforte
- Cuccaro Vetere

## E
- Eboli

## F
- Felitto
- Fisciano
- Furore
- Futani

## G
- Giffoni Sei Casali
- Giffoni Valle Piana
- Gioi
- Giungano

## I
- Ispani

## L
- Laureana Cilento
- Laurino
- Laurito
- Laviano
- Lustra

## M
- Magliano Vetere
- Maiori
- Mercato San Severino
- Minori
- Moio della Civitella
- Montano Antilia
- Monte San Giacomo
- Montecorice
- Montecorvino Pugliano
- Montecorvino Rovella
- Monteforte Cilento
- Montesano sulla Marcellana
- Morigerati

## N
- Nocera Inferiore
- Nocera Superiore
- Novi Velia

## O
- Ogliastro Cilento
- Olevano sul Tusciano
- Oliveto Citra
- Omignano
- Orria
- Ottati

## P
- Padula
- Pagani
- Palomonte
- Pellezzano
- Perdifumo
- Perito
- Pertosa
- Petina
- Piaggine
- Pisciotta
- Polla
- Pollica
- Pontecagnano Faiano
- Positano
- Postiglione
- Praiano
- Prignano Cilento

## R
- Ravello
- Ricigliano
- Roccadaspide
- Roccagloriosa
- Roccapiemonte
- Rofrano
- Romagnano al Monte
- Roscigno
- Rutino

## S
- Sacco
- Sala Consilina
- Salento (Italie)
- Salerne
- Salvitelle
- San Cipriano Picentino
- San Giovanni a Piro
- San Gregorio Magno
- San Mango Piemonte
- San Marzano sul Sarno
- San Mauro Cilento
- San Mauro la Bruca
- San Pietro al Tanagro
- San Rufo
- San Valentino Torio
- Sant'Angelo a Fasanella
- Sant'Arsenio
- Sant'Egidio del Monte Albino
- Santa Marina
- Santomenna
- Sanza (Italie)
- Sapri
- Sarno
- Sassano
- Scafati
- Scala
- Serramezzana
- Serre
- Sessa Cilento
- Siano
- Sicignano degli Alburni
- Stella Cilento
- Stio

## T
- Teggiano
- Torchiara
- Torraca
- Torre Orsaia
- Tortorella
- Tramonti
- Trentinara

## V
- Valle dell'Angelo
- Vallo della Lucania
- Valva
- Vibonati
- Vietri sul Mare